# Виктория Евгения Баттенбергская
Виктория Евгения Баттенбергская (с исп. — «Виктория Эухения», полное имя Виктория Евгения Юлия Эна, англ. Victoria Eugenie Julia Ena; 24 октября 1887, Балморал, Шотландия — 15 апреля 1969, Лозанна, Швейцария) — принцесса из рода Баттенбергов, королева Испании, супруга короля Испании Альфонса XIII. Прабабушка короля Испании Филиппа VI.

## Ранние годы
Виктория Евгения родилась 24 октября 1887 года в шотландском замке Балморал. Её отец принц Генрих Баттенберг был сыном Александра Гессен-Дармштадтского и его морганатической супруги Юлии фон Гауке. Её мать, принцесса Беатриса Великобританская — дочь британской королевы Виктории и её супруга Альберта Саксен-Кобург-Готского. При рождении получила титул Её светлости. Принцесса Виктория Евгения получила имена в честь бабушки-королевы и крестной матери, вдовствующей французской императрицы Евгении, проживавшей в Великобритании. Последнее из её составного имени, Эна, было выбрано по причине её рождения в Шотландии, в свидетельстве о рождении было записано гаэльское имя Eua, но при крещении оно было неправильно прочитано. В семье её называли Эна.
Виктория Евгения выросла в доме бабушки, поскольку королева Виктория неохотно позволила Беатрисе выйти замуж и при условии, что та остается компаньонкой матери и её личным секретарем. Поэтому Эна провела детство в Виндзорском замке, в замке Балморал, и в Осборн-хаус. Её отец умер в 1896 году, заразившись лихорадкой на службе в армии в Африке. После смерти королевы Виктории в 1901 году семья Баттенберг переехала в Лондон и поселилась в Кенсингтонском дворце. Летом в Осборне Эна встретила великого князя Бориса Владимировича, двоюродного брата Николая II. Великого князя привлекла красивая британская принцесса и, когда они вновь встретились в Ницце в 1905 году, он предложил ей выйти за него замуж. Она собиралась принять предложение, но отказалась в самый последний момент.

## Королева Испании

### Помолвка

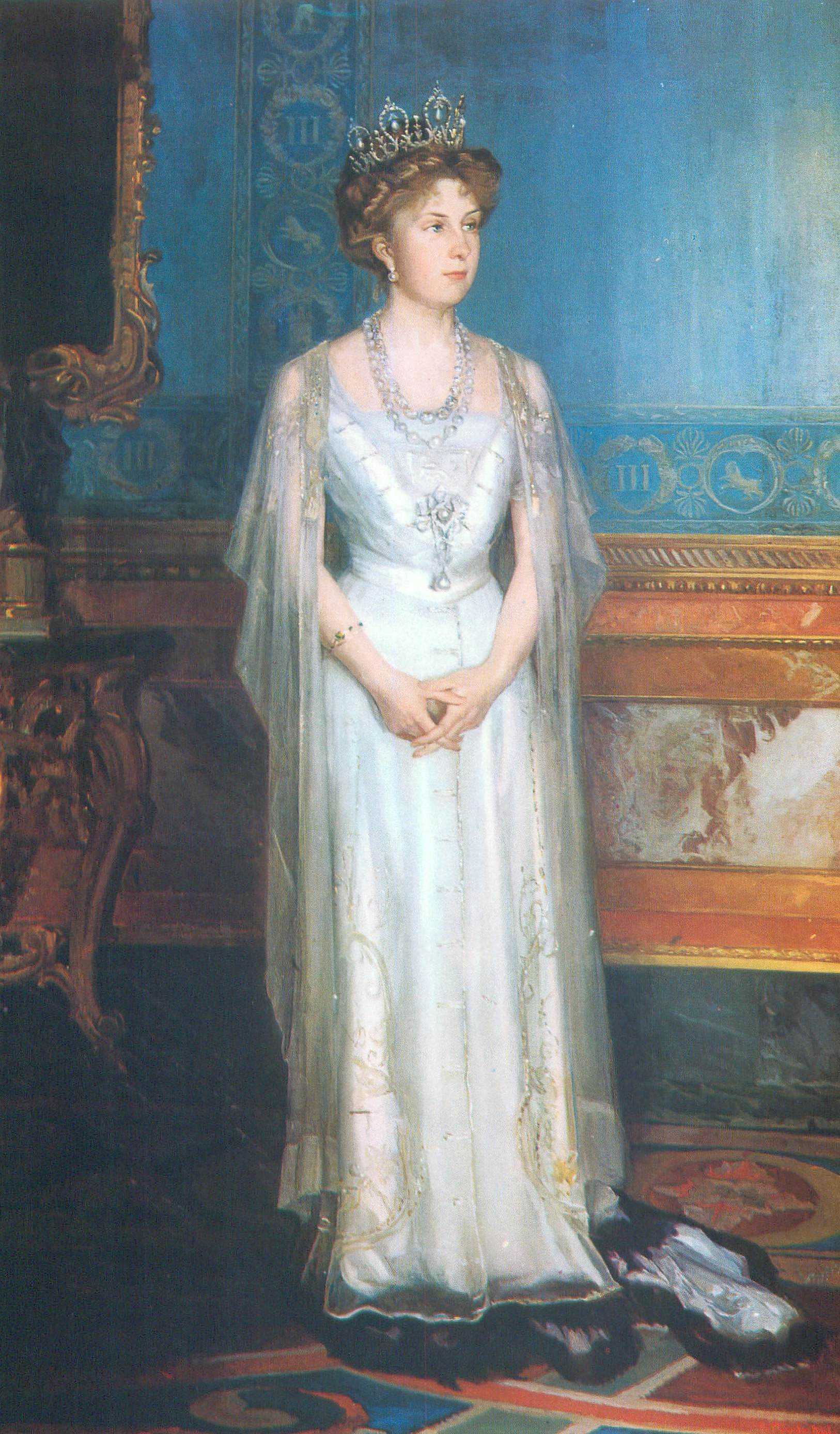
Портрет королевы Виктории Евгении кисти Филипа Де Ласло

В 1905 году король Испании Альфонсо XIII совершил официальный визит в Великобританию. Дядя Виктории Евгении, король Эдуард VII, давал ужин в Букингемском дворце в честь гостя. Все знали, что испанский король подыскивал себе невесту, и одной из самых серьёзных кандидатур была принцесса Патрисия, дочь брата короля Эдуарда, принца Артура, герцога Коннаутского. Тем не менее, внимание испанского короля привлекла Виктория Евгения, он начал за ней ухаживать и, вернувшись в Испанию, постоянно отправлял ей открытки. Мать короля, Мария Кристина Австрийская, не одобряла выбор сына, отчасти из-за не самого высокого статуса семьи Баттенбергов и отчасти из-за желания найти сыну невесту из её собственной семьи, Габсбургов. Среди прочих препятствий была англиканская религия британской принцессы. Другой причиной была гемофилия, болезнь, которую королева Виктория передала некоторым потомкам. Виктория Евгения могла быть вероятной носительницей болезни, хотя степень риска была ещё не полностью изучена.
Спустя год Мария Кристина Австрийская, наконец, одобрила выбор сына. В январе 1906 года она в письме принцессе Беатрисе, матери Виктории Евгении, поведала о чувствах Альфонсо к её дочери. Через несколько дней в Виндзоре король Эдуард поздравил племянницу с будущим бракосочетанием. Принцесса Беатриса и её дочь прибыли 22 января в Биарриц, где через несколько дней встретились с королём Альфонсо. В течение трех дней король и его будущая невеста имели возможность узнать друг друга ближе. Вслед за этим Альфонсо познакомил невесту со своей матерью. В феврале в Версале Виктория Евгения приняла католическую веру, официальный переход состоялся 5 марта 1906 года в Сан-Себастьяне. Условия заключения брака были описаны в двух соглашениях: общественного порядка и личных отношений. Договор между Испанией и Великобританией был подписан в Лондоне 7 мая 1906 года послом Испании доном Луисом Полом де Бернабе и министром иностранных дел Великобритании сэром Эдвардом Грейем. 3 апреля 1906 года король Эдуард VII дал племяннице титул Её Королевского Высочества.

### Замужество

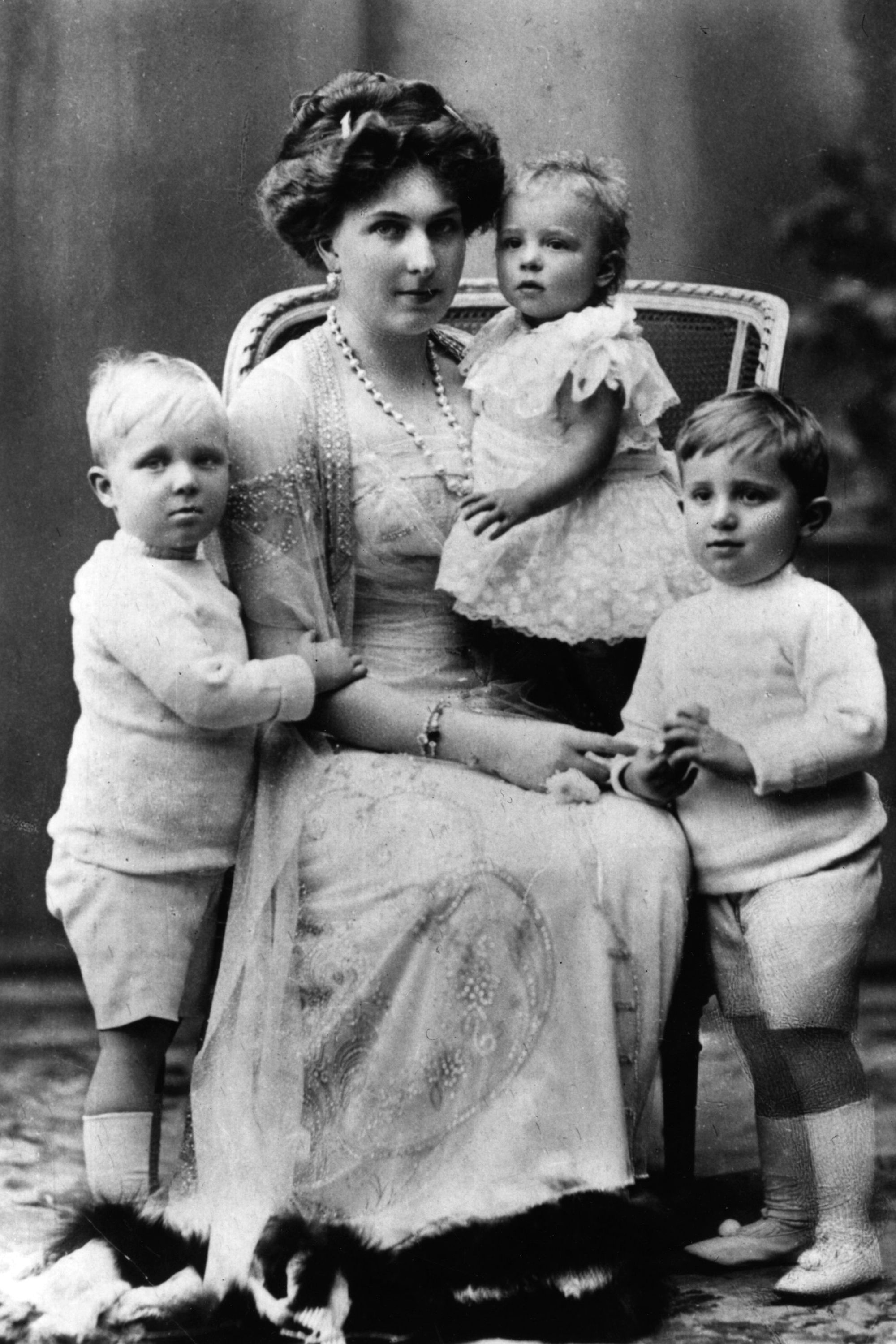
Виктория Евгения с детьми

Виктория Евгения вышла замуж за короля Альфонсо XIII в королевском монастыре Сан-Херонимо в Мадриде 31 мая 1906 года. На церемонии присутствовали королева-мать, а также принц и принцесса Уэльские (впоследствии король Георг V и королева Мария). После свадебной церемонии, когда процессия направлялась обратно к дворцу, на короля и его супругу было совершено покушение: анархист Матео Моррал бросил бомбу с балкона на королевскую карету. Новобрачные не пострадали, Эна спаслась по счастливой случайности, так как когда бомба взорвалась, она повернула голову, чтобы посмотреть на церковь Св. Марии, которую показывал ей Альфонсо.
После неприятного инцидента королева Эна замкнулась в себе и не пользовалась популярностью на новой родине. Её семейная жизнь улучшилась, когда она родила сына и наследника, Альфонсо, принца Астурийского. Однако, счастье было омрачено обнаруженной у ребёнка гемофилией. После рождения детей отношения Эны и Альфонсо ухудшились, король увлёкся романами на стороне.
Эна посвятила себя благотворительности. Она принимала участие в реорганизации Испанского Красного Креста. Она была 976-й Дамой Королевского ордена королевы Марии Луизы. В 1923 году папа Пий XI наградил её «Золотой розой».

### Дети
Королева Виктория Евгения и король Альфонс XIII имели семерых детей: пять сыновей (двое из них были гемофиликами) и двух дочерей, ни одна из которых не была носительницей гена этой болезни. Оба сына-гемофилика — Альфонс и Гонсало — погибли в результате незначительных (для здорового человека) автомобильных происшествий от внутреннего кровотечения.
- Альфонсо (1907—1938), принц Астурийский и граф Ковадонга, гемофилик;
- Хайме (1908—1975), герцог Сеговии, глухонемой; претендент на французский престол;
- Беатриса (1909—2002), жена Алессандро Торлония;
- Фернандо (1910—1910),
- Мария Кристина (1911—1996), жена Энрико Мароне-Чинзано;
- Хуан (1913—1993), граф Барселонский; претендент на испанский престол, отец Хуана Карлоса I.
- Гонсало (1914—1934), гемофилик.

## В изгнании
В апреле 1931 года в результате выборов к власти пришли республиканцы, что привело к провозглашению Второй Испанской Республики. Альфонсо XIII надеялся, что его добровольное изгнание сможет предотвратить гражданскую войну между республиканцами и националистами, и королевская семья отправилась в изгнание. Они переехали во Францию, затем в Италию. Эна и Альфонсо проживали раздельно, она жила в Великобритании и в Швейцарии. В 1939 году, после начала Второй мировой войны, Эна покинула Великобританию, она приобрела шато Вьей Фонтэн, близ Лозанны.
В 1938 году вся семья собралась в Риме на крещение старшего сына дона Хуана, дона Хуана Карлоса. Эна ненадолго вернулась в Испанию в феврале 1968 года, чтобы стать крёстной матерью её правнука, дона Фелипе, сына дона Хуана Карлоса и принцессы Софии. Виктория Евгения Баттенбергская также была крестной матерью Альбера II, правящего князя Монако.
Эна умерла в Лозанне в возрасте 81 года и изначально была похоронена в церкви Сакре-Кёр в Лозанне. 25 апреля 1985 года её останки были возвращены в Испанию и перезахоронены в королевской усыпальнице Эскориал, рядом с останками мужа.